# Jean-Baptiste Dorlan
Jean-Baptiste Dorlan est un homme politique français né le 3 janvier 1803 à Sélestat (Bas-Rhin) et décédé le 30 avril 1862 à Sélestat.
Avocat à Sélestat, il est député du Bas-Rhin de 1848 à 1849, siégeant avec les républicains modérés.

## Sources
- « Jean-Baptiste Dorlan », dans Adolphe Robert et Gaston Cougny, Dictionnaire des parlementaires français, Edgar Bourloton, 1889-1891 [détail de l’édition]